# Kościół Zesłania Ducha Świętego w Zwoleniu
Kościół Zesłania Ducha Świętego w Zwoleniu – rzymskokatolicki kościół parafialny należący do parafii pod tym samym wezwaniem (dekanat zwoleński diecezji radomskiej).
Jest to świątynia zaprojektowana przez architekta Marka Skrzyńskiego z Warszawy. Parafię erygował w dniu 1 marca 1998 roku biskup Edward Materski, w drugim roku bezpośredniego przygotowania do Wielkiego Jubileuszu Roku 2000 czyli Roku Ducha Świętego.